# Светі-Іван-Жабно
45°56′ пн. ш. 16°37′ сх. д. / 45.94° пн. ш. 16.61° сх. д.
Светі-Іван-Жабно (хорв. Sveti Ivan Žabno) – громада і населений пункт в Копривницько-Крижевецькій жупанії Хорватії.

## Населення
Населення громади за даними перепису 2011 року становило 5 222 осіб. Населення самого поселення становило 1 199 осіб.
Динаміка чисельності населення громади:
Динаміка чисельності населення центру громади:

## Населені пункти
Крім поселення Светі-Іван-Жабно, до громади також входять:
- Брдо-Цирквенсько
- Брезовляни
- Цепідлак
- Цирквена
- Хрсово
- Кенджеловець
- Куштани
- Ладинець
- Марковаць-Крижевацький
- Новий Глог
- Предавець-Крижевацький
- Рашчани
- Светі-Петар-Чврстець
- Шкриняри
- Трема